# 青海 (江東区)
青海（あおみ）は、東京都江東区の町名。現行行政地名は青海一丁目から青海四丁目。住居表示実施済区域。

## 地理
東京港埋立地13号地にあり、東京臨海副都心の一部をなす。臨海副都心の南部に位置し、フジテレビジョン本社などがある港区台場とは、首都高速湾岸線・国道357号を挟んで反対側にあり、品川区東八潮とも隣接する。一丁目はレジャー施設と駐車場、二丁目から四丁目まではオフィスビルや公園、倉庫が多く、場所によって景色が変わる。

## 歴史
江東区の町名として成立したのは1983年（昭和58年）1月1日である。青海一丁目（旧13号地その1の江東区編入部分）・同二丁目（旧13号地その2）として成立し、2009年（平成21年）11月1日には住居表示実施とともに丁目界が変更され、旧二丁目が二・三・四丁目に分割された。

### 町名の変遷
| 実施後     | 実施年月日    | 実施前           |
| ---------- | ------------- | ---------------- |
| 青海一丁目 | 2009年11月1日 | 青海一丁目       |
| 青海二丁目 | 2009年11月1日 | 青海二丁目の一部 |
| 青海三丁目 | 2009年11月1日 | 青海二丁目の一部 |
| 青海四丁目 | 2009年11月1日 | 青海二丁目の一部 |

## 世帯数と人口
2023年（令和5年）1月1日現在（東京都発表）の世帯数と人口は以下の通りである。なお、二丁目以外の人口が0人のため、省略とする。
| 丁目       | 世帯数  | 人口    |
| ---------- | ------- | ------- |
| 青海二丁目 | 807世帯 | 1,012人 |

### 人口の変遷
国勢調査による人口の推移。
| 年                 | 人口  |
| ------------------ | ----- |
| 2005年（平成17年） | 792   |
| 2010年（平成22年） | 731   |
| 2015年（平成27年） | 1,035 |
| 2020年（令和2年）  | 831   |

### 世帯数の変遷
国勢調査による世帯数の推移。
| 年                 | 世帯数 |
| ------------------ | ------ |
| 2005年（平成17年） | 620    |
| 2010年（平成22年） | 178    |
| 2015年（平成27年） | 232    |
| 2020年（令和2年）  | 689    |

## 学区
区立小・中学校に通う場合、学区は以下の通りとなる（2023年4月時点）。
| 丁目       | 番地 | 義務教育学校       |
| ---------- | ---- | ------------------ |
| 青海一丁目 | 全域 | 江東区立有明西学園 |
| 青海二丁目 | 全域 | 江東区立有明西学園 |
| 青海三丁目 | 全域 | 江東区立有明西学園 |
| 青海四丁目 | 全域 | 江東区立有明西学園 |

## 交通
- りんかい線：東京テレポート駅
- ゆりかもめ：青海駅・テレコムセンター駅・東京国際クルーズターミナル駅
- 東京BRT：東京テレポート（土休日のみ運行）

## 事業所
2021年（令和3年）現在の経済センサス調査による事業所数と従業員数は以下の通りである。
| 丁目       | 事業所数  | 従業員数 |
| ---------- | --------- | -------- |
| 青海一丁目 | 265事業所 | 5,638人  |
| 青海二丁目 | 251事業所 | 8,158人  |
| 青海三丁目 | 84事業所  | 1,547人  |
| 青海四丁目 | 81事業所  | 1,488人  |
| 計         | 681事業所 | 16,831人 |

### 事業者数の変遷
経済センサスによる事業所数の推移。
| 年                 | 事業者数 |
| ------------------ | -------- |
| 2016年（平成28年） | 579      |
| 2021年（令和3年）  | 681      |

### 従業員数の変遷
経済センサスによる従業員数の推移。
| 年                 | 従業員数 |
| ------------------ | -------- |
| 2016年（平成28年） | 12,740   |
| 2021年（令和3年）  | 16,831   |

## 施設

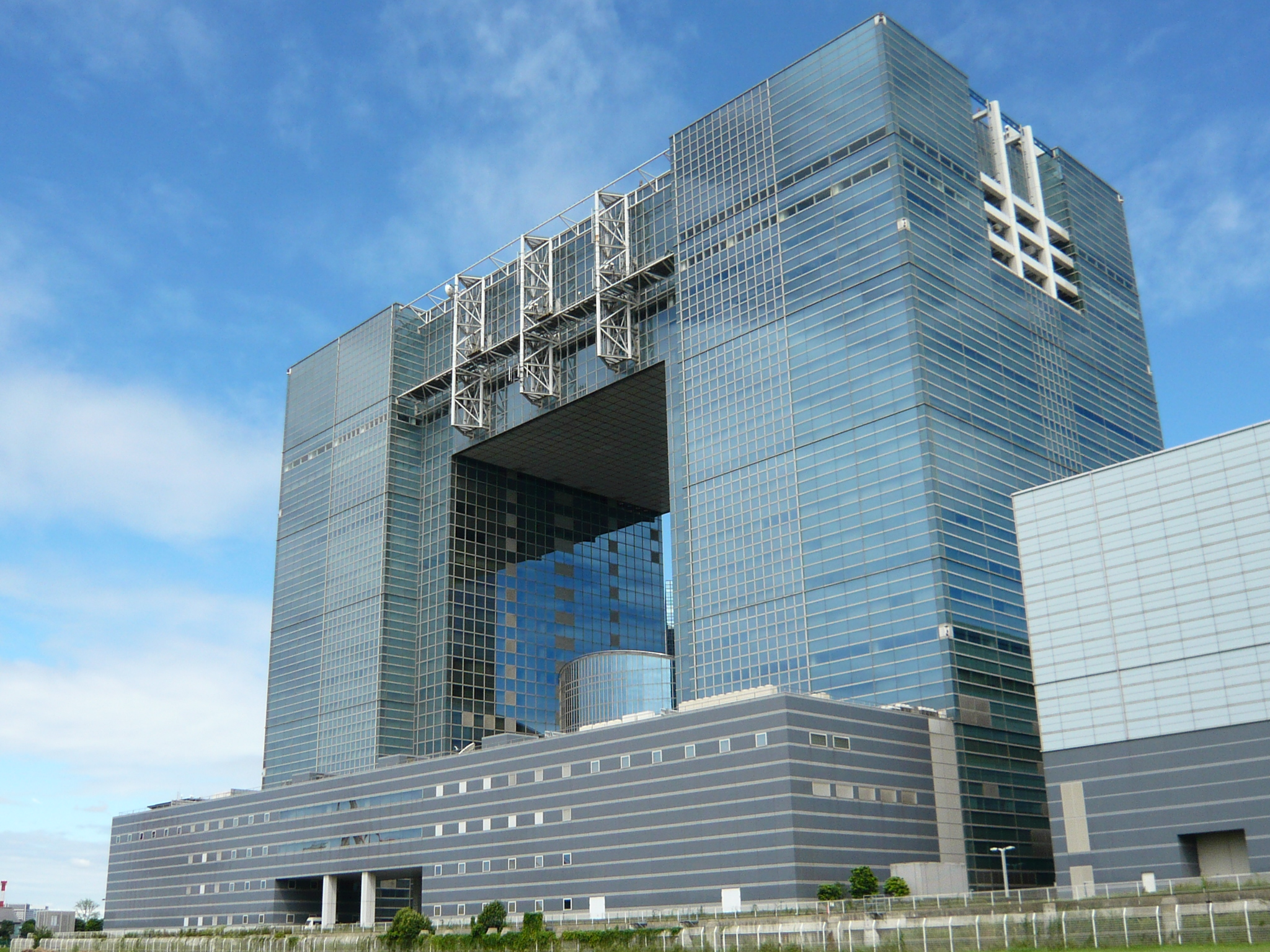
テレコムセンター

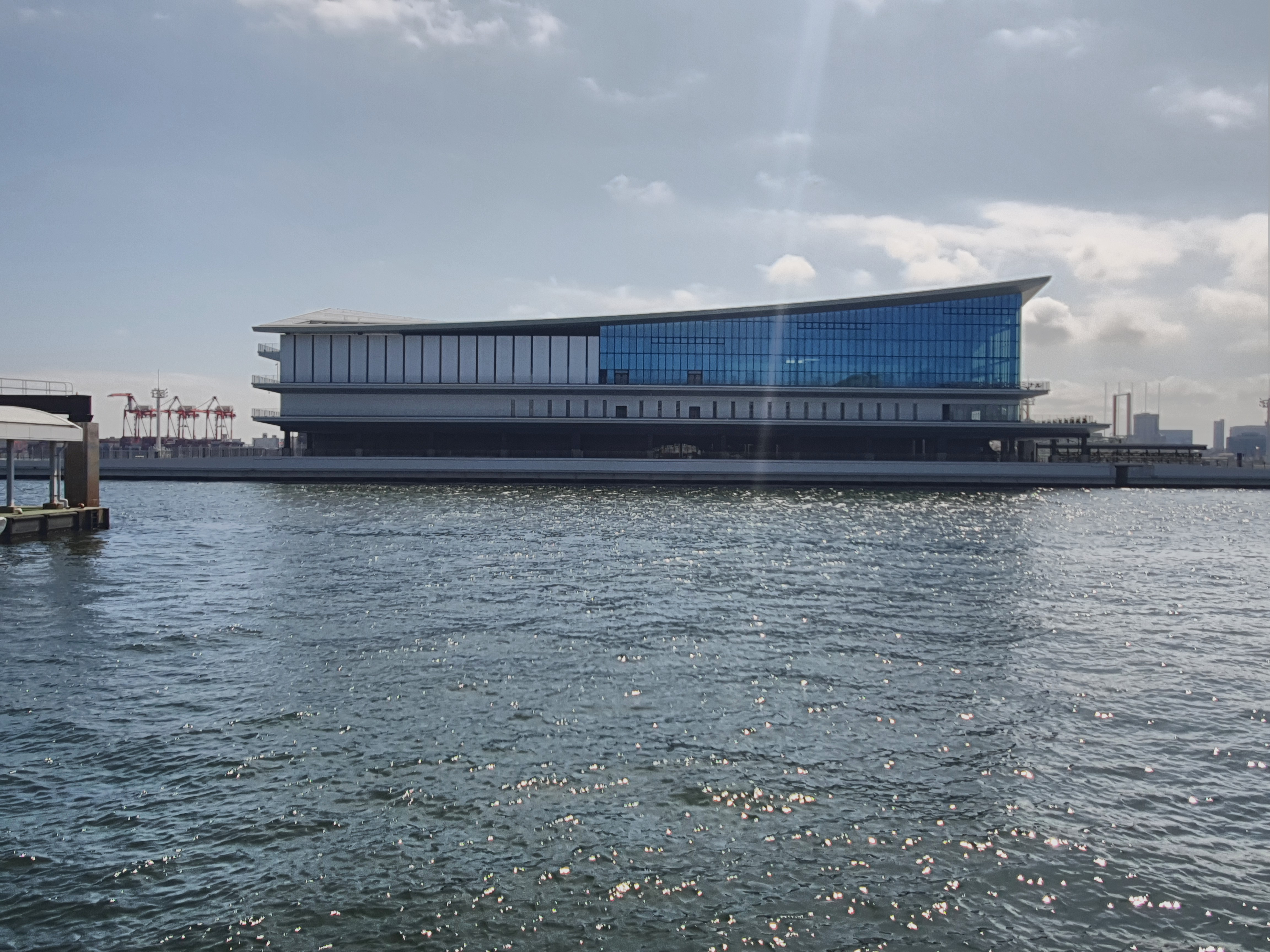
東京国際クルーズターミナル

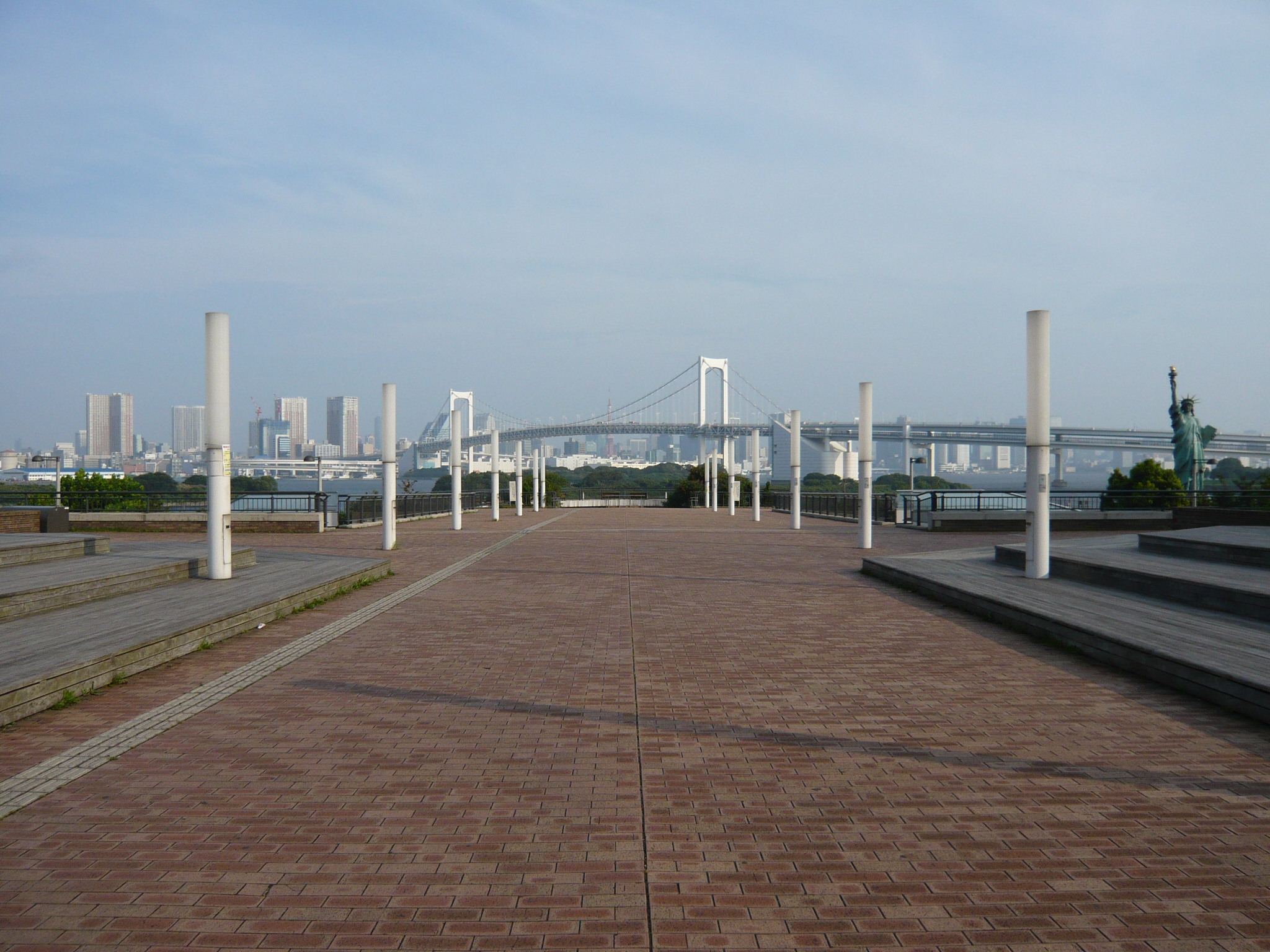
シンボルプロムナード公園

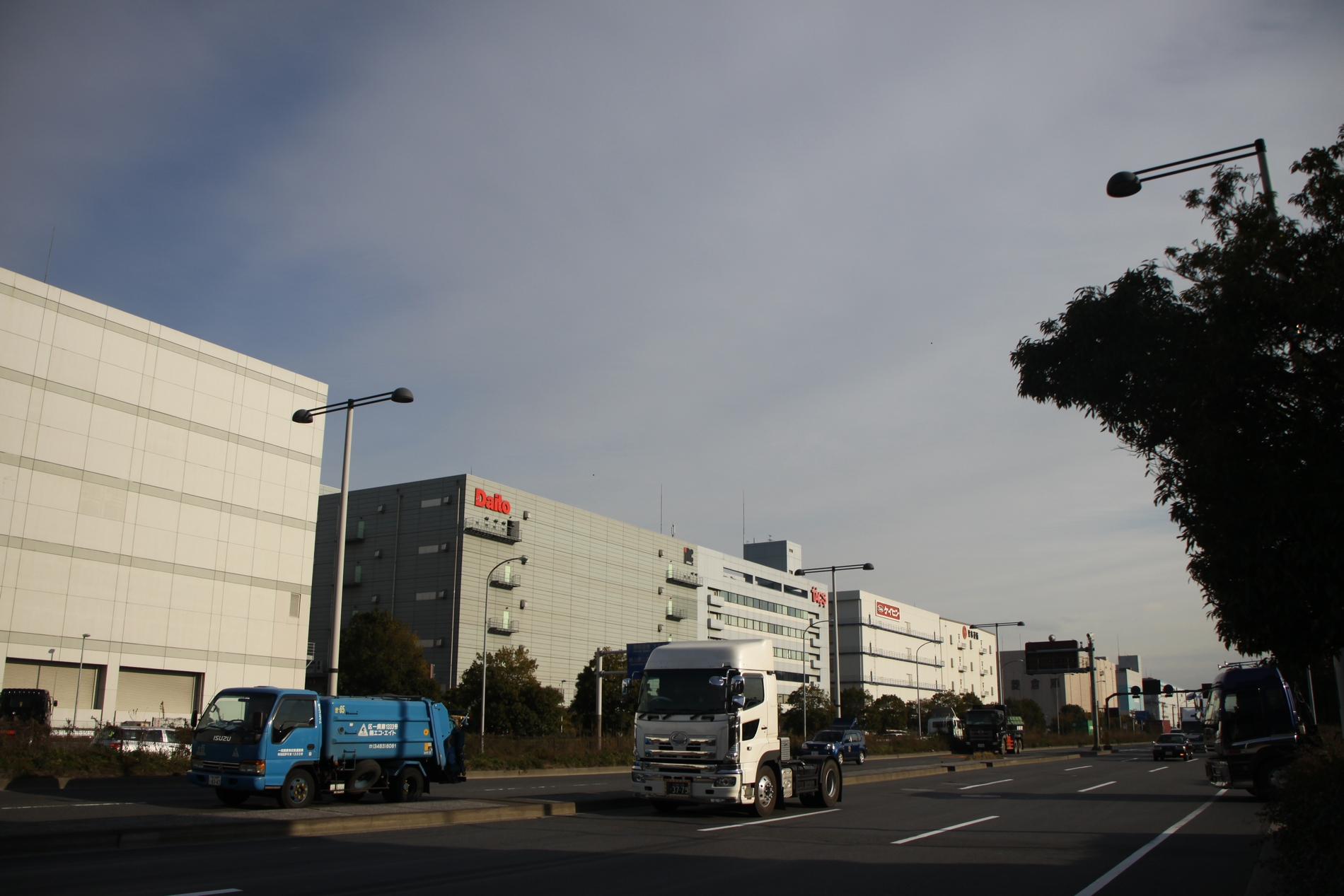
二丁目の倉庫施設

### 一丁目
- ダイバーシティ東京
  - ダイバーシティ東京プラザ
  - ダイバーシティ東京オフィスタワー
- イマーシブ・フォート東京[15]
- CITY CIRCUIT TOKYO BAY[16]
- 水の広場公園
- シンボルプロムナード公園
  - 夢の大橋
  - テレポートブリッジ
- 東京臨海高速鉄道
- あけみ橋
- 青海橋
- 有明橋

### 二丁目
- 日本科学未来館
- 東京国際交流館
- BMW GROUP Tokyo Bay（暫定施設）
- テレコムセンター
- フジテレビ湾岸スタジオ
- 青海フロンティアビル
  - ジェイ・スポーツ・ブロードキャスティング
  - 東洋建設
  - 東京臨海部広報展示室 TOKYOミナトリエ
- タイム24ビル
  - バイオミメテクスシンパシーズ
- the SOHO
- 東京湾岸警察署
- 東京港湾合同庁舎
  - 東京税関
  - 東京検疫所
- 国土交通省青海合同庁舎（海上保安庁海洋情報部海洋情報資料館・本庁海の相談室・海上保安庁音楽隊）
- 産業技術総合研究所臨海副都心センター
- 東京都立産業技術研究センター
- 青海北ふ頭公園
- 青海南ふ頭公園
- 東京国際クルーズターミナル（二丁目地先にある海上施設）
- 東京都立臨海青海特別支援学校

### 三丁目
- 青海コンテナふ頭
- 暁ふ頭公園

### 四丁目
- 暁ふ頭公園
- 青海中央ふ頭公園
- 青海緑道公園

### 建設中・建設予定の施設
- パレットタウン閉鎖後の跡地には、アリーナ、商業施設などからなる複合施設（事業者：森ビル・トヨタ自動車）が2025年に完成予定[17][18][19]。

### 現存しない施設
- パレットタウン（暫定施設、2022年8月完全閉館）
  - MEGAWEB（暫定施設、2021年12月閉館）
  - Zepp Tokyo（暫定施設、2022年1月閉館）
  - ヴィーナスフォート（暫定施設、2022年3月閉館）
  - パレットタウン大観覧車（暫定施設、2022年8月閉館）
  - 森ビル デジタルアート ミュージアム:エプソン チームラボボーダレス（暫定施設、2022年8月閉館）
- 東京お台場 大江戸温泉物語（暫定施設、2021年9月閉館）
- 青海客船ターミナル

### その他
上記のほかは倉庫施設が多い。

## 青海三丁目地先
第二航路トンネルおよび海の森を介して青海三丁目とつながっている中央防波堤外側埋立地は、暫定的に住所を「江東区青海三丁目地先」と表記している。また、かつて町名が設定される以前の海の森および大田区令和島も同じく「江東区青海三丁目地先」とされていた。江東区は海の森について当面の間この暫定住所も継続して郵便物の宛先として使用可能としている。

## 自然
戦後、1946年から1970年にかけて、主に浚渫土の埋立により造成された土地であり、陸上はすべて人工的に都市計画に基づいて作られているが、多くの面積を公園に当てており、樹木が多い公園（プロムナード公園、青海南ふ頭公園など）では野鳥が散見される。また海に面する公園には「釣りエリア」が設けられており、ハゼ、スズキ（シーバス）、クロダイ、コノシロなどが見られる。

## その他

### 日本郵便
- 郵便番号 : 135-0064[3]（集配局 : 晴海郵便局[25]）。